# 鰍沢河岸

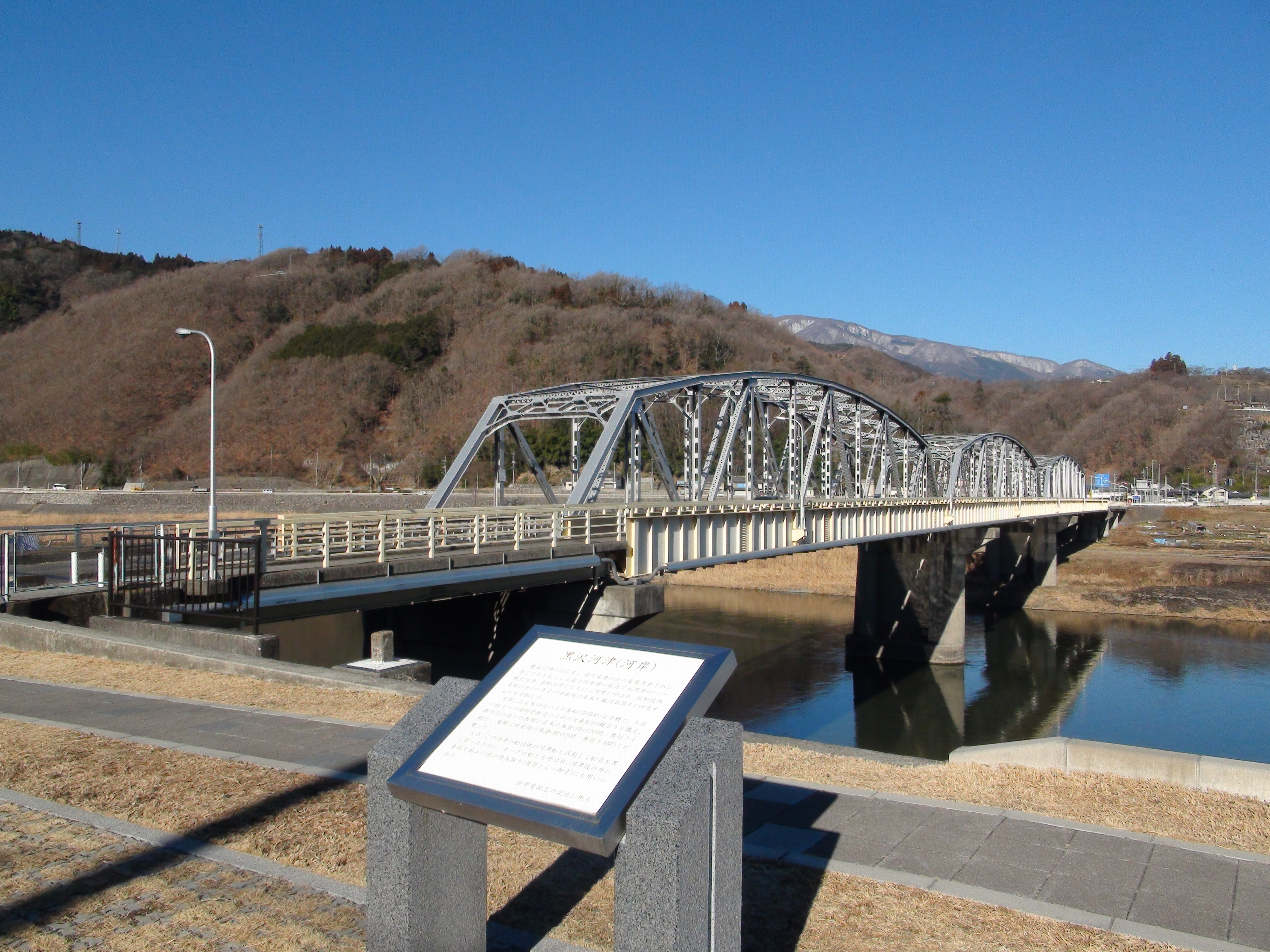
富士橋と鰍沢河岸の碑。橋の向岸付近がかつての鰍沢河岸。（2013年1月撮影）

鰍沢河岸（かじかざわかし）は、山梨県南巨摩郡富士川町にあった河岸。近世には黒沢河岸（西八代郡市川三郷町）や青柳河岸（南巨摩郡富士川町）とともに甲州三河岸として整備され、三河岸の主力である鰍沢河岸は甲斐国と駿河国間の物流を結ぶ富士川水運の拠点で、江戸時代後期から昭和初期まで機能した。

## 立地と地理的・歴史的環境

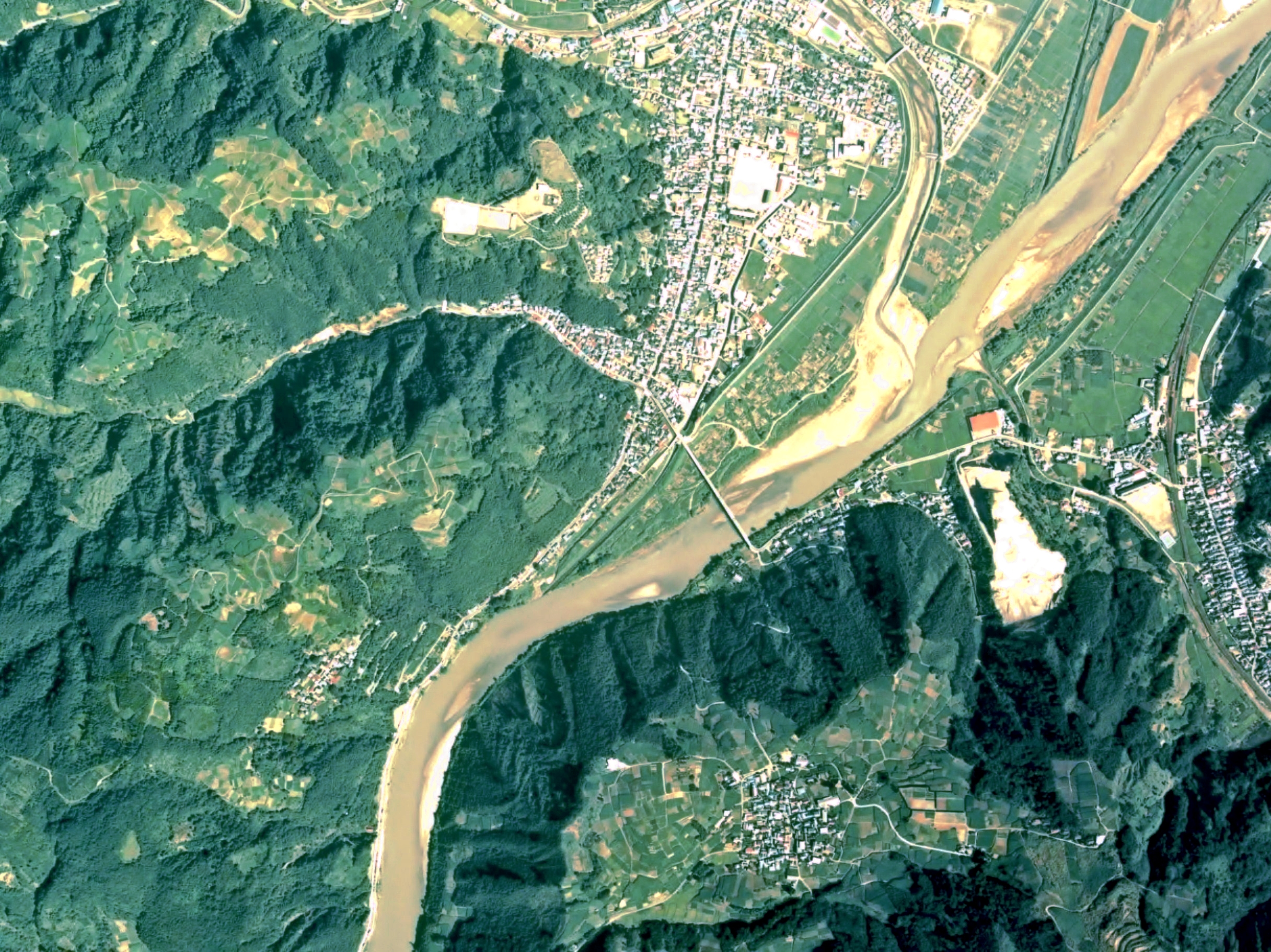
鰍沢河岸付近の空中写真。（1978年撮影）
画像中央の橋（富士橋）の左側（右岸）付近が鰍沢河岸。甲府盆地を流れる河川が集約され、右上方（北側）より左下方（南側）へ流れる富士川が、この付近から山間部（谷間）へ入っていく様子が分かる。

鰍沢は甲府盆地の南西端、国中地方と河内地方の境に位置する。東西を巨摩山地と御坂山地に挟まれ、盆地を南流する釜無川と笛吹川の2大河川やその支流が合流し富士川となる地点で、鰍沢以南は川幅が狭くなり富士川谷を形成している。
周辺は山間部で縄文時代からの小規模集落が点在し、隣接する増穂町との境界付近には後期古墳も見られる。近世には鰍沢河岸や鰍沢宿が成立したため商業的拠点としてにぎわう。

## 富士川水運と鰍沢河岸の盛衰
鰍沢河岸は富士川右岸の柵に囲まれた一角で、同じ右岸上流に青柳河岸、対岸の左岸上流に黒沢河岸が位置していた。山側には陸路で甲駿を結ぶ駿州往還（河内路）が平行して通り、鰍沢は陸上交通とも関係した要衝となっている。
富士川水運は年貢米の江戸廻送を目的に、角倉了以が富士川を開削して開始された（開始時期は慶長12年 - 19年まで諸説ある）。寛永9年（1632年）には一般物資に加えて御廻米（ごかいまい）が開始され、甲府盆地の国中三郡（巨摩郡・山梨郡・八代郡）からの年貢米を集積して江戸へ向けて廻送される（年代は青山靖による）。享保9年（1724年）に甲府藩主・柳沢氏の転封により甲斐一国が幕府直轄領になると、在方は代官支配となる。鰍沢河岸には甲府代官所管轄下の北山筋・逸見筋地域の年貢米が集積されていた。集積された年貢米は岩淵河岸（静岡県富士市）、蒲原（同県静岡市清水区）を経て清水港（同）から江戸へ送られ、最終的には浅草蔵前に集積された。
富士川舟運の帰り船では商人荷の積載が許され、塩や海産物など甲州にとっての重要物産はじめ、米穀や駿州往還の途上に位置する身延山久遠寺へ参詣する参詣客などの人員や物資を輸送した。後に甲斐国のみならず信濃国の諏訪藩、松本藩、高遠藩の年貢米も集積され広域流通圏の拠点となり、河岸の北側には鰍沢宿が発達し問屋街が立ち並んでいた。河岸には御米蔵のほか検査所や詰所などの施設で構成される御蔵台があり、南端には口留番所が設置されており、出向した代官が人や物資の往来を監視していた。
明治以降は廻米の回送が行われなくなったが、1875年（明治8年）には富士川運輸会社が創立され20世紀初めまで盛期は続いた。その後、中央本線や富士身延鉄道（身延線）などの近代的な鉄道整備の影響を受け、富士川舟運のみならず山梨県内の水運は衰微する。

## 発掘調査と検出遺構・出土遺物
鰍沢河岸跡は富士川の護岸工事や堤防工事などの水防対策事業、国道整備や国土交通省関東地方整備局による甲西道路建設（国道52号改修工事）に際して山梨県埋蔵文化財センターによる発掘調査が行われており、1996年（平成8年）の白子明神護岸工事、2000年 - 2003年、2004年の調査を経て主要施設である御蔵台や問屋街の様相が判明している。
中核施設である御蔵台は矢来で区画された南北40間、東西30間の敷地に諸施設が配置されており、柵に囲まれていたことを示す杭列が検出されている。石積台で周辺より一段高く、水害のたびに嵩上げされていた。前庭跡からは荷積台跡が検出され、周辺からは陶磁器などの遺物が出土しているが、赤瓦が出土しており「甲州鰍沢河岸御蔵台之図」など文献上の記述と符合している。また、出土陶磁器は大半が江戸後期のものであることから、江戸前期の御蔵台が別所にあり移転された可能性も指摘されている。
ほか、問屋街や河岸へ至る道路跡や水路跡、明治期の運送会社建物跡なども検出されている。
出土遺物では江戸時代から明治大正期に至る陶磁器やガラス製品、寛永通宝や文久永宝、天保銭などの銭貨類や甲州金、家内安全を祈願した泥面子などが出土した。また、問屋街の大半を消失したという1821年（文政4年）の鰍沢大火は陶磁器の焼け跡から確認され、砂の堆積した層から数次の洪水があったことも確認されている。
また、白子明神地区（A,B,X区）・口留番所地区・横町地区からは多数の動物遺体が出土し、特にマグロ・イルカ類を含む大型魚類の出土が注目されている。2007年には元禄一分判金が出土し、県内では甲府城跡の慶長一分判金に続く一分金の出土例となった。
現在は甲西道路が建設されているが、出土遺物や石垣を再現したレプリカが山梨県立博物館において常設展示されている。

## 鰍沢文政大火
文政4年（1821年）正月16日には鰍沢文政大火が発生する。大火は問屋街から出火し、御米蔵と御詰所、千俵以上の年貢米、民家77軒が焼失した。文政大火の様子は原田家文書（富士川町指定文化財）に記されている。
文政大火後には甲府代官所所管の郡中惣代では焼失した年貢米の弁済を求められ、市川大門村（市川三郷町市川大門）への御米蔵移転も企図され、江戸の勘定奉行所で遠山景晋（左衛門尉）により裁定された。裁定の結果、年貢米の弁済、御米蔵再建の費用は瓦屋根分を除き郡中惣代が負担し、再び失火が起きた際は鰍沢河岸が全額負担することが定められた。御米村は市川大門村に移転されることなく再び鰍沢河岸に築かれたが、御蔵周辺の防火措置が定められた。
鰍沢河岸出土の陶磁器には文政大火による熱変性で釉薬の光沢が失われたり、発泡しているものや熱変形したもの、ひびが入ったものなのがあり、鰍沢河岸出土の遺構・遺物の年代を推定する指標にもなっている。

## 鰍沢河岸出土の甲州金
鰍沢河岸跡からは3点の甲州金が出土している。
2000年（平成12年）か2004年（平成16年）に発掘調査が実施された問屋や旅館、飲食店が立ち並ぶ問屋街地区では、建物基礎の石垣脇から2点の甲州金壱分判（甲定金）が出土した。鍛造加工の薄延金。直系15.5ミリメートル、厚さ1.4ミリメートル、重さ3.72グラム。金含有量は比重法で67.6パーセント、68.4パーセント。4枚で1両に相当。享保12年（1727年）から鋳造が始まった壱分判で、山梨県内では初の出土。石垣脇から出土したことから、建物や蔵を建てる際の祭祀的目的で埋納された可能性も考えられている。
2007年（平成19年）には横町地区の商人が居住する区域の建物基礎の石垣脇から元禄一分判金が出土。一分判金は甲府城跡の慶長一分判金に続く二例目。石垣脇から出土したことから、壱分判と同様に埋納であると考えられている。
元禄一分判金は元禄8年（1695年）から宝永7年（1710年）に製造された鍛造加工の短冊形版金。縦16,5ミリメートル、横10ミリメートル、厚さ1.2ミリメートル、重さ4.44グラム。金含有量は比重法で56.6パーセント。雑分の43.4パーセントは銅。金の含有率は甲府城跡の慶長一分判金（比重法で85.5パーセント）より低く、問屋街地区出土の甲州壱分金よりも若干低い。表面は周囲を長方形の圏点で囲み、内部の上側には扇枠に五三桐紋、下側には無枠の桐紋が配されている。中央には通貨単位を現す「一分」の文字が見られる。裏面には右上に「短元」と呼ばれる書体で紀年銘「元」があり、これにより元禄一分金であると特定される。裏面・側面には幕府御金銀改役の後藤光次（庄三郎）の極印（光次（花押）、両替商が包封した際の験極印がある。表面の銀を薬剤を用いて除去し、金の濃度を高める「色揚げ」が施されている。
甲州金は甲府の金座で鋳造されたと考えられているが、具体的な金座は不明。

## 鰍沢河岸の動物遺体
鰍沢河岸跡からは多くの動物遺体が出土している。
動物遺体は2000年（平成12年）から2004年（平成16年）にかけて発掘調査が実施されたA・B・X地区（白子明神地区）や、2005年（平成17年）に発掘調査が行われた口留番所跡で出土している。2005年（平成17年）・2006年（平成18年）に発掘調査が行われたC区（横町地区）においても少量であるが動物遺体が出土している。

### A・B・X地区（白子明神地区）
遺構・出土遺物や層位から正確な時期は不明で、江戸時代後期から近現代にかけてと推定されている。
魚類はネズミザメ、コイ、サケ属、コマイ、サンマ、フリカサゴ科、ブリ属、キダイ、マダイ、ニベ科、サバ属、ソウダガツオ属、カツオ、マグロ属、メカジキ、ヒラメ科、カレイ科の17種が出土。大型魚類のほか、小型魚類も出土している。マダイやキダイ、マグロ類には加工痕が見られる。貝類（腹足類・斧足類）はアワビ、クボガイ属、ダンベイキサゴ、サザエ、ツメタガイ、アカニシ、アカガイ、イタヤガイ、ホタテガイ、マガキ、ヤマトシジミ、アサリ、ハマグリ、オキシジミの14種が出土。アカガイ、ハマグリを主体とする。イタヤガイ3点には小孔が見られ、貝匙としての利用であったと考えられている。
哺乳類はヒト、ノウサギ、ネコ、タヌキ、イヌ、ツキノワグマ、ウマ、イノシシ、ニホンジカ、ニホンカモシカ、ウシ、マイルカ科の13種（イルカ・クジラ類を含む）が出土している。
ヒトの標本には成人の遊離歯や胎児・新生児の遺骨があり、埋葬に伴う遺体であると考えられている。ほか、狩猟獣であるシカ、イノシシ、家畜であるウシ、ウマなど。イノシシにはブタが混在していると見られている。
鹿角、カモシカ頚椎、ウシの仙骨などに加工痕が見られ、江戸後期における肉食を示す資料としても注目されている。イヌは下顎骨、大腿骨、胸骨、上腕骨の4点が出土している。
クジラ類は下顎骨の関節部1点が出土している。形態はゴンドウクジラに近く、サイズは体長11メートルのツチクジラよりやや大きいことが指摘される。
鳥類は大半がニワトリで、カモ類1点が含まれる。鳥類はカモ科、ニワトリの2種が出土。ニワトリは鰍沢河岸全体で700点近く、60個体分の骨が出土している。個体サイズは土佐地鶏からチャボ程度の小型で複数の品種が混在し、加工痕も見られる。十数羽分がまとまって出土した遺構も見られることから、自家消費ではなく専門の料理屋・加工販売業者がいたとも考えられている。山梨県内では古代・中世においてニワトリの出土は少なく、近世にかけて増加することが指摘される。

### 口留番所地区

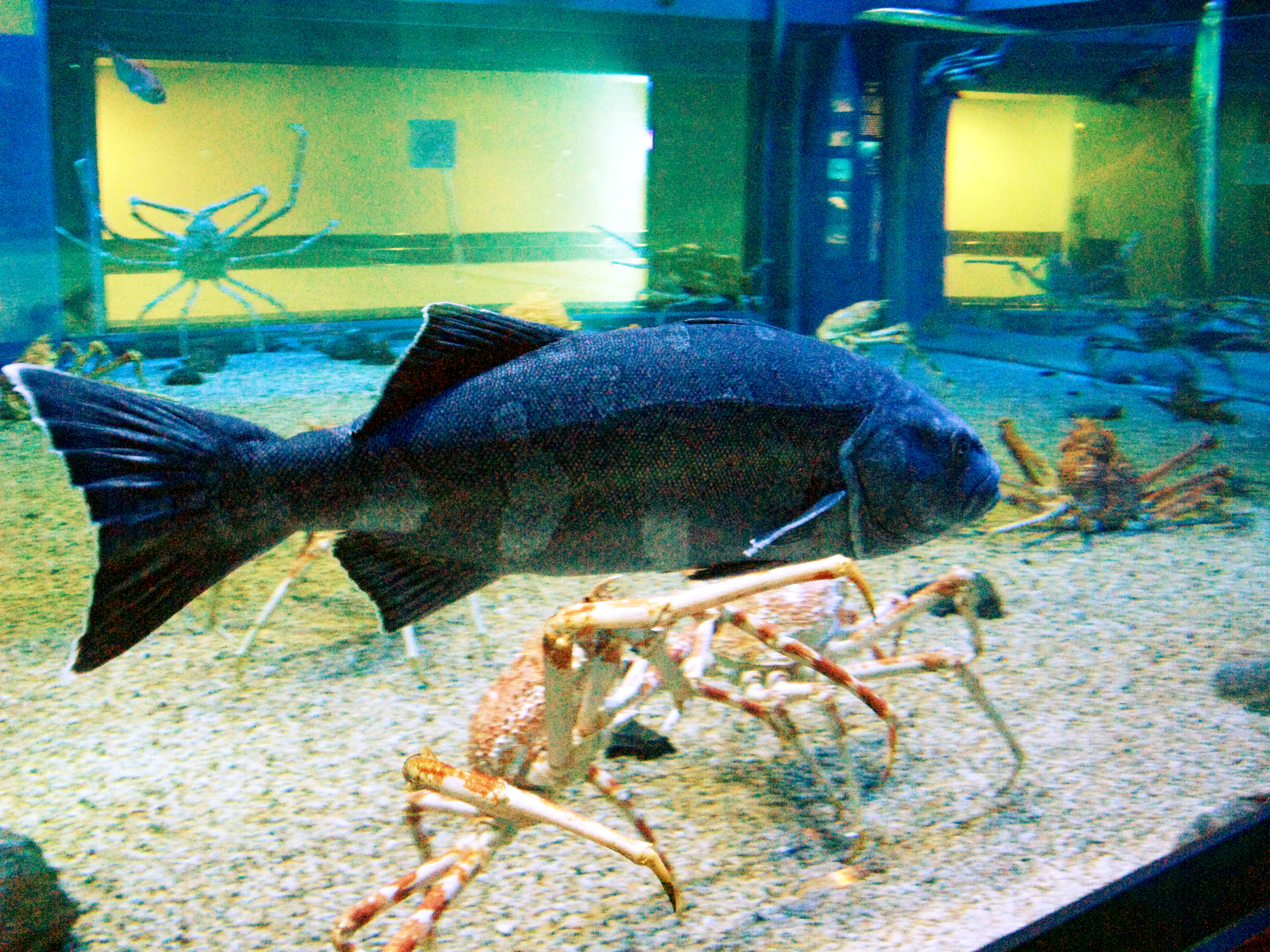
アブラボウズ

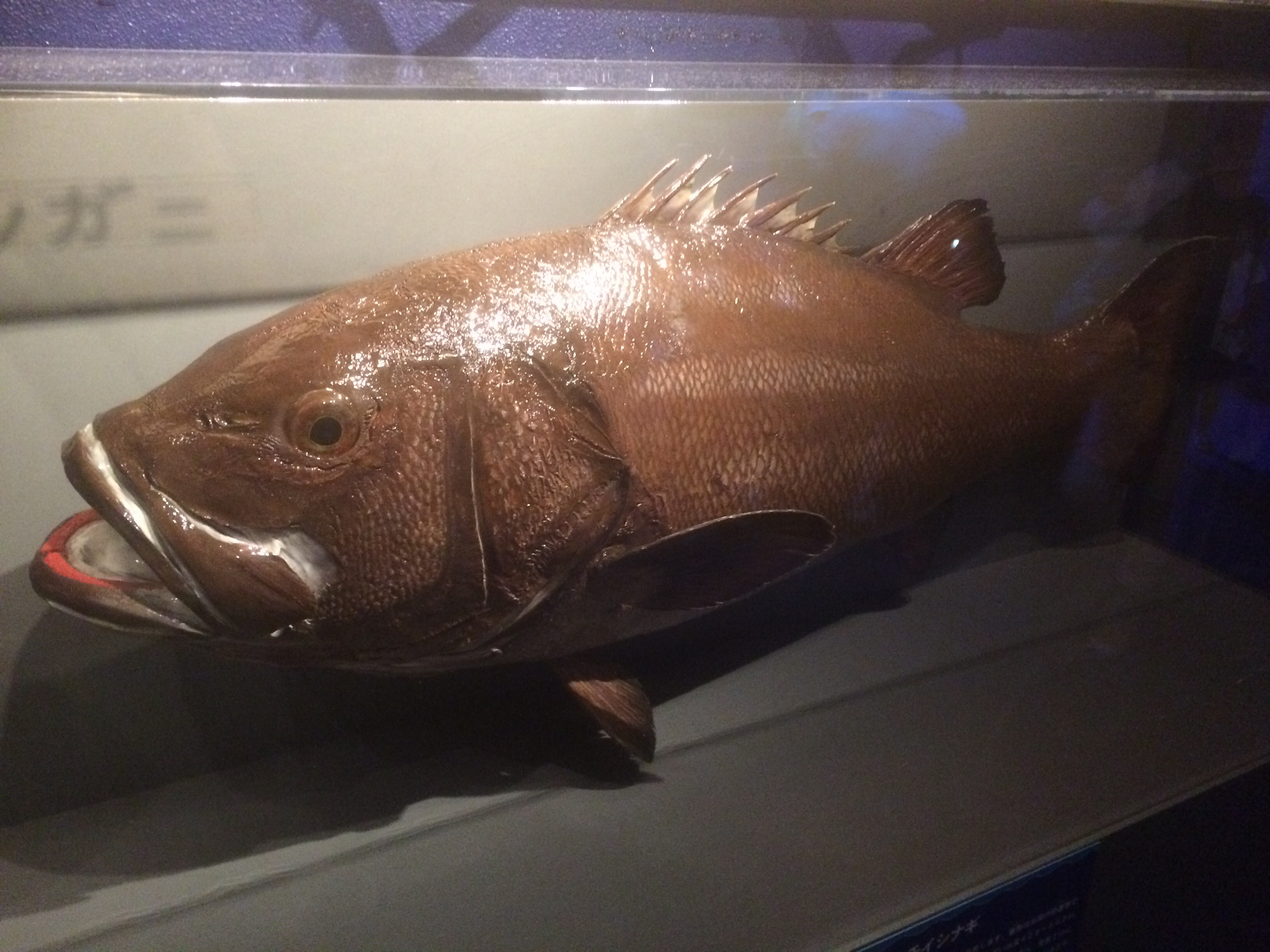
オオクチイシナギ

口留番所の動物遺体は一片80センチメートル前後、深さ約60センチメートルの「木枠」と呼ばれるゴミ穴と見られる遺構からまとまって出土した。年代は明治後期で、1907年（明治40年）に山梨県下で発生した明治40年の大水害・同43年の大水害以降に廃絶されたものであると考えられている。魚類は（軟骨魚綱・硬骨魚綱）はネズミザメ科、フサカサゴ科、スズキ、ブリ属、ニベ科、カツオ、マグロ属、メカジキの8種のほか、調査時点で未同定の大型魚類（真骨類）2種。哺乳類はノウサギ、イノシシ、マイルカ科の3種。鳥類はニワトリの1種。当遺構ではマグロ・イルカ類を含む大型魚類の存在が注目された。
未同定の大型魚類2種はその後の調査でイシナギ属、アブラボウズと判明した。イシナギ属は2個体分で、生息域からオオクチイシナギと考えられている。オオクチイシナギは日本国内では神奈川県小田原市の羽根尾貝塚から出土した縄文時代の遺体が知られる。
アブラボウズは深海岩礁底に生息し、神奈川県沿岸・伊豆大島近海などで漁獲されている。小田原市の地域食として食べられているほか、静岡県においても食習慣がある。日本国内における遺跡からの出土事例としては初となる。また、イルカ類は5個体分以上と推定され、マイルカ科のカマイルカ、イシイルカ科のイシイルカが同定された。ほか、マイルカ、スジイルカ（マダライルカ）の可能性のある標本も見られる。
部位組成では木枠には大型魚類・小型魚類ともに利用価値の低い頭部（内蔵骨）が残され、大型魚類では胴部（椎骨）も残されている。このため木枠では魚類は生で全身として持ち込まれ、大型魚類の場合は頭部・胴部を落として身のみが搬出され、小型魚類の場合は頭部のみを落として搬出されたと考えられている。マグロ・イルカ類では切痕が見られ、頭部を切り落とし身を輪切りにし、さらに細かく切り分け椎骨から身を削ぎ落とす際の切痕と考えられている。
「木枠」からはマグロ・イルカ類など山梨県では珍しい大型魚種を多く含む点が注目されている。「木枠」に残された大型魚類の背景として、近代期の鰍沢河岸では人目を引くため大型魚類を見せ物として解体を行っていたとする証言があることから、こうした解体作業に伴うものである可能性が考えられている。

### C区（横町地区）
C区（横町地区）は江戸後期から明治期にかけての居住地区とされ、動物遺体の年代は正確に特定できる資料がないが、陶磁器の編年や洪水層などから江戸後期から明治期に推定されている。
2007年（平成19年）の発掘調査では魚類はサバ属1種、貝類（斧足類）はアカガイ、マガキ、ハマグリ。哺乳類はウマ、ニホンジカ、カモシカの3種、鳥類はニワトリ1種が出土している。
2005年（平成17年）・2006年（平成18年）の調査では動物遺体は哺乳類（イルカ類を含む）はニホンザル、ヒト、ノウサギ、ネコ、ウマ、イノシシ、ニホンジカ、マイルカ科の8種が出土している。ニホンザル、ブタが鰍沢河岸における明確な標本として初めて確認された。鳥類は鳥類はカモ科、ニワトリの2種、小型の未同定脛骨1点を含む。
魚類（硬骨魚綱）はマグロ属の1種で、側面に見を剥ぎ落とす際と推測される切痕がある。尾椎6点・小型尾椎1点。貝類（腹足綱・斧足綱）はクロアワビ、サザエ、ツメタガイ、アカニシ、アカガイ、ヤマトシジミ、アサリ、ハマグリの8種が出土している。貝類は破片が多く、未同定の巻貝1点を含む。